# باتری فانوس

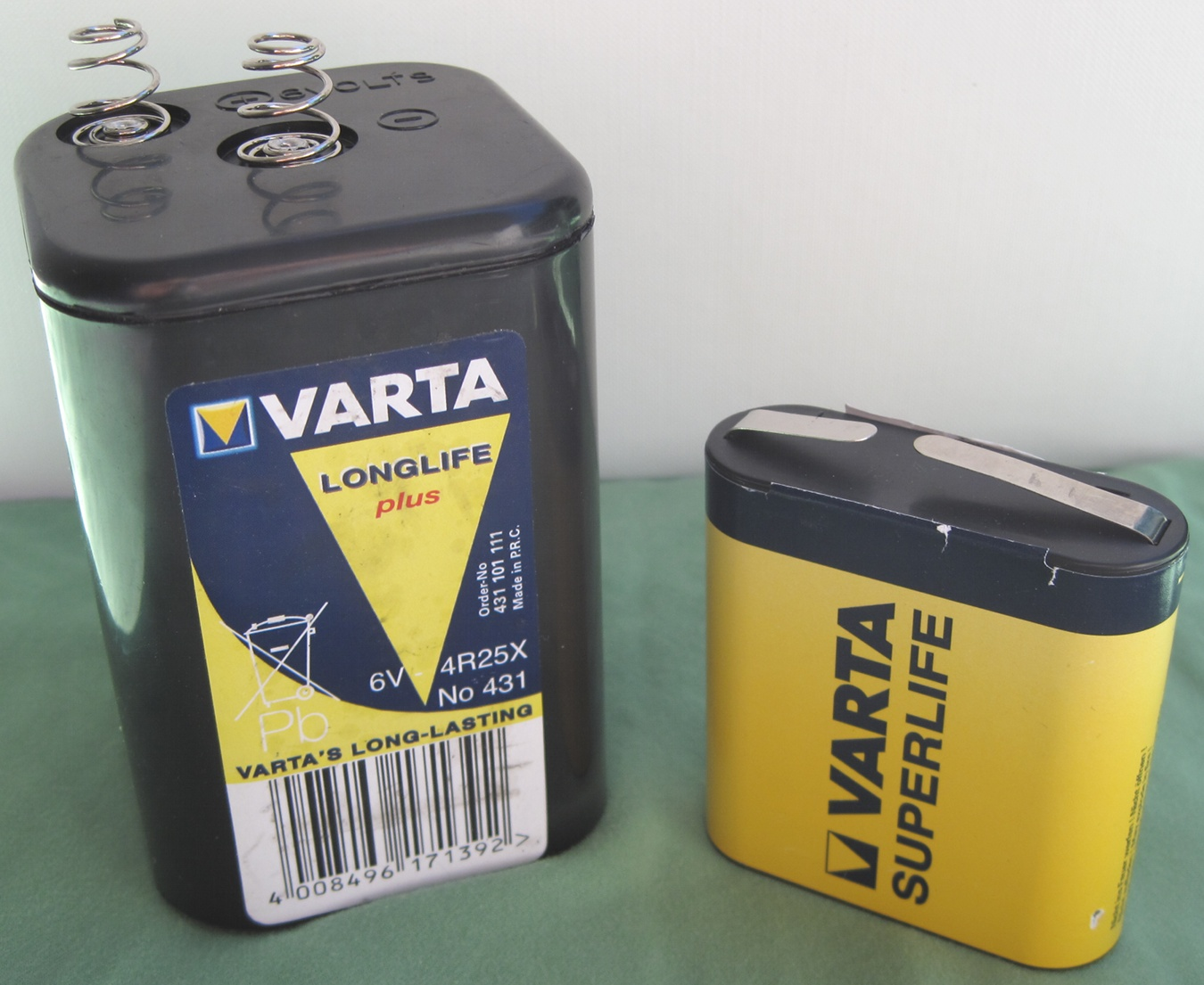
دو نوع باتری فانوس با ولتاژهای اسمی ۶ و ۴٫۵ ولت.

باتری فانوس (به انگلیسی: Lantern battery) گونه خاصی از باتری‌های قلیایی یا روی–کربن نوع اول است که برای استفاده در چراغ‌های قوه و لامپ‌های روشنایی قابل حمل طراحی شده‌است. این باتری‌ها به صورت مستطیل شکل بوده و نسبت به باتری‌های معمولی پیل خشک ظرفیت بالاتری دارند. این باتری‌ها در ولتاژهای اسمی ۴٫۵، ۶، ۷٫۵ و ۱۲ ولت تولید می‌شوند.